# Jean Wauthier
Pour les articles homonymes, voir Wauthier.
Jean Wauthier o.m.i., né le 22 mars 1926 à Fourmies, dans l’archidiocèse de Cambrai et mort assassiné le 16 décembre 1967 au Laos, est un missionnaire catholique français, vénéré comme bienheureux et martyr par l'Église catholique.

## Biographie

### Jeunesse et vocation

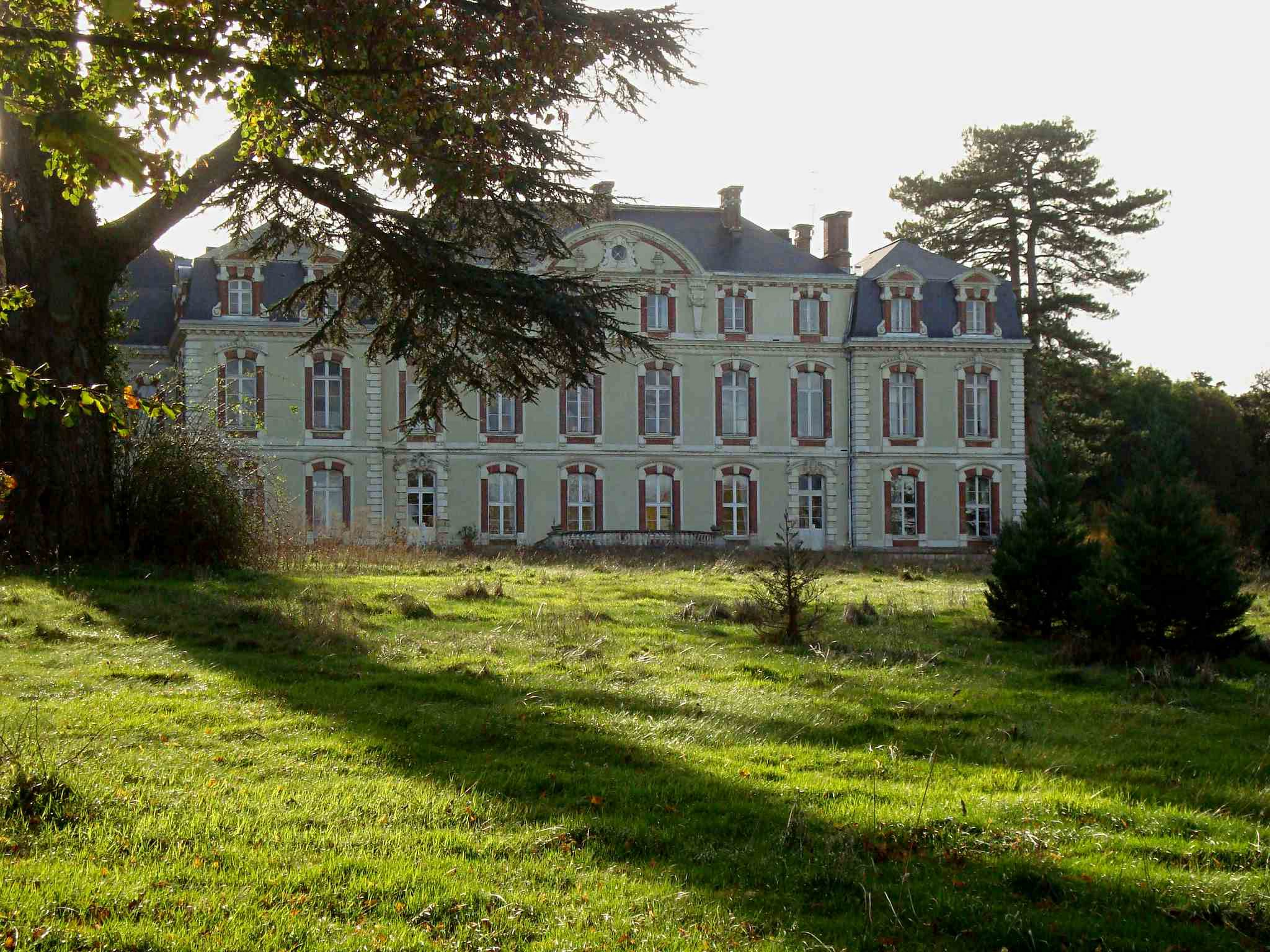
Vue de l'ancien scolasticat de La Brosse-Montceaux.

Jean Wauthier naît dans une fratrie de trois enfants dont le père est directeur de la filature Bernier de Fourmies. Il poursuit ses études primaires à l'institution Notre-Dame, puis entre à onze ans au petit séminaire de Solesmes du Cambrésis car il a la vocation. Il grandit pendant l'Occupation allemande comme réfugié dans les environs d'Agen où il poursuit ses études secondaires au petit séminaire Notre-Dame de Bon-Encontre dans le Lot-et-Garonne (janvier 1941-juin 1944). En 1944, il rejoint le noviciat des missionnaires oblats de Marie-Immaculée de Pontmain, puis il étudie la philosophie au séminaire de La Brosse-Montceaux et au scolasticat de Solignac, alors en construction, participant aux travaux. Il fait son service militaire en 1947 en Afrique du Nord en tant qu'élève-officier parachutiste. Il est affecté au 2e bataillon des parachutistes d'Agadir en tant que sous-lieutenant. C'est un jeune homme robuste au caractère bien trempé. Il retourne étudier la théologie à Solignac. Il y prononce ses vœux perpétuels le 8 décembre 1949, en la fête de l'Immaculée Conception. Il est ordonné prêtre à Solignac le 17 février 1952, et destiné à la mission du Laos, ouverte aux oblats depuis 1935. Il y arrive le 26 octobre 1952.

### Missionnaire au Laos
Jean Wauthier travaille chez les Khmu, un ethnie minoritaire et méprisée des montagnes. Le pays acquiert son indépendance en 1953 sur fond de la guerre d'Indochine, mais il est déchiré par des factions militaires, dont la plus dangereuse est soutenue par le Việt Minh et la Chine communiste. Durant ces années de guérilla, il accompagne les chrétiens de ses villages qui se déplacent pour trouver des zones moins touchées par la guerre. Il est à la fois catéchiste, infirmier, constructeur, linguiste et bien sûr prêtre de Jésus-Christ. 
En 1960, un coup d'État secoue le pays. Le Pathet Lao conquiert des zones entières et les Américains s'invitent de plus en plus dans le jeu politique. Un jeune missionnaire, le Père Borzaga O.M.I., est assassiné avec son catéchiste en avril 1960. En 1961, le Père Wauthier est sauvé in extremis du peloton d’exécution. Par prudence, ses supérieurs le rappellent comme éducateur au petit séminaire de Paksane. D'autres missionnaires sont tués pendant cette période ; mais il n’aspire qu’à retrouver ses réfugiés dans la montagne, qui affrontent la disette, des attaques, des routes minées, le manque de soins, etc. Il les retrouve enfin en octobre 1964 à Hin Tang.
Le P. Wauthier se consacre, en plus de ses activités pastorales, à répartir équitablement l’aide humanitaire, sans favoritisme. Cela provoque des jalousies et de menaces de mort. Le 16 décembre 1967 dans la nuit, il est tué de trois coups de feu en pleine poitrine à Ban Na. Il est mort à l'âge de 41 ans. Le lendemain, un des catéchistes écrit à ses parents : « Le Père Jean est mort parce qu’il nous aimait et n’a pas voulu nous abandonner. » 

## Béatification
Son souvenir est resté vif au Laos. Sa tombe y est toujours fleurie au cimetière catholique de Vientiane. La cérémonie de béatification a été célébrée en la cathédrale du Sacré-Cœur de Vientiane le 11 décembre 2016 avec d'autres martyrs du Laos tués entre 1954 et 1970 (parmi eux dix missionnaires français, dont un autre oblat originaire du Nord de la France, Michel Coquelet).